# Carlos Arvelo Guevara
Carlos Arvelo Guevara (Güigüe, Capitanía general de Venezuela, 1 de junio de 1784 – Maiquetía, Venezuela, 17 de octubre de 1862) fue un profesor y el primer médico militar venezolano,  jugó un papel importante en el establecimiento de los servicios de salud en el país.  Numerosos lugares recibieron su nombre, entre ellos el municipio Carlos Arvelo y el hospital militar Carlos Arvelo en Caracas.

## Biografía

### Primeros años
Carlos Arvelo nació en el pueblo de Güigüe el 1 de junio de 1784, hijo de Idelfonso Fernando de Arvelo y Eugenia de Guevara.
A pesar de no contar con recursos económicos, pudo estudiar en la Real y Pontificia Universidad de Caracas (hoy Universidad Central de Venezuela), gracias a una beca especial otorgada por la Junta de Inspección de dicha universidad, debido a su situación económica y a ser sobresaliente en sus estudios,  donde se interesó por la aplicación social del conocimiento científico y clínico.
Al iniciar sus estudios de medicina inició un internado en el Hospital General de Caridad, siendo designado por uno de sus profesores, Alejandro Echezuría, y con la autorización del Rector de la universidad.
Cuando no estudiaba, acompañaba a Felipe Tamaris, su profesor, quien dejaba que Arvelo le ayudase en casos difíciles.
En 1809 se graduó como bachiller en medicina. En 1810 sustituyó a José Joaquín Hernández, uno de sus profesores, quien había sido enviado a los Valles de Aragua en la campaña contra una epidemia de fiebre que se había declarado allí. Completó su doctorado en medicina más tarde ese año. Recomendó quemar todos los montones de semillas y algodón que había en los valles, intervención que tuvo éxito y propició su reconocimiento por parte de muchos, especialmente entre los habitantes de Aragua, quienes lo apodaron "el bienhechor ".

### Guerra de independencia
En 1810 se incorporó al Escuadrón de Campesinos del ejército patriota que luchaba por la independencia de España, con el grado de Capitán Cirujano. Se convirtió en director del Hospital Militar de Caracas en 1811.  Tomó parte en la batalla de Vigirima de 1813, y al año siguiente en la batalla de "San Mateo" y La Victoria donde recibió una grave herida de bala en el tórax que lo obligó a retirarse del servicio militar y ejercer como cirujano en Caracas hasta la independencia de Venezuela en 1821.  Tras su intervención en la guerra, Simón Bolívar lo nombró Cirujano Jefe del Ejército venezolano.  Bolívar describió la atención que Arvelo brindó a los soldados heridos como "impecablemente humana".

### Últimos años
En 1822 formó parte de una Comisión encargada de estudiar un plan de mejoras para la Universidad Central de Venezuela, junto a José Vargas y otros médicos. Se convirtió entonces en líder de la reforma que abrió el camino a la creación de la Facultad de Medicina de Caracas, lo que se logró en 1827 mediante un decreto de Bolívar fechado el 25 de junio de ese año, en sustitución del antiguo Protomedicato fundado en 1777 por Lorenzo Campins y Ballester.
En 1827 Arvelo Guevara fue nombrado director de la cátedra de Patología Interna y Terapéutica de la Universidad Central de Venezuela. Un año después obtuvo la cátedra de Medicina Práctica e Interna, en la que permaneció durante veinte años. Además, fue vicerrector de la universidad en 1834 y director principal de la Facultad de Medicina al año siguiente. En 1846 ocupó el cargo de Rector de la UCV. Por encargo del Gobierno Nacional, en 1852 Arvelo Guevara supervisó las investigaciones experimentales para el tratamiento del sarampión durante una epidemia que estalló en Venezuela. Su rigurosa inspección facilitó el control de la enfermedad.

## Matrimonio y muerte
Se casó con Manuela Echeandía, hija del coronel colombiano Manuel de Echeandía, en 1826. Tuvieron seis hijos, entre ellos Carlos, médico como su padre y futuro rector de la Universidad de Caracas. Su esposa murió en 1861. Uno de sus hijos murió durante la guerra. Arvelo murió el 17 de octubre de 1862 en Maiquetía. Sus restos fueron trasladados al Panteón Nacional el 16 de diciembre de 1942.

## Cargos
- Miembro, junto con José María Vargas, del proyecto de reformas de la Real y Pontificia Universidad de Caracas (1822)
- Cofundador de la Sociedad de Instrucción Médica de Venezuela (1822)
- Vicepresidente de la UCV (1834)
- Rector de la UCV (1846)
- Senador y consejero de Estado (1849-1859)
- Miembro de la Junta de Abolición de la Esclavitud (1855)[15]